# جورج ماغيري
جورج ماغيري (بالإنجليزية: George Maguire)‏ هو سياسي أمريكي وأيرلندي، ولد في 1796، وتوفي في 1882. حزبياً، نشط في الحزب الديمقراطي.